# Stanko
Stanko (kyrillisch: Станко) ist ein männlicher Vorname und Familienname. Eine polnische Variante des Namens ist Stańko.

## Herkunft und Bedeutung
Stanko ist als Verkleinerungsform von Stanislav ein eigenständiger slawischer männlicher Vorname, der in mehreren Ländern des slawischen Sprachraums vorkommt.

### Vorname
- Stanko Bloudek (1890–1959), jugoslawischer Ingenieur, Flugpionier und Sportfunktionär
- Stanko Bubalo (* 1973), kroatischer Fußballspieler
- Stanko Lorger (1931–2014), jugoslawischer Leichtathlet
- Stanko Poklepović (1938–2018), jugoslawischer Fußballspieler und -trainer
- Stanko Premrl (1880–1965), slowenisch-jugoslawischer Komponist
- Stanko Sabljić (* 1988), kroatischer Handballspieler und -trainer
- Stanko Sopta (* 1966), kroatischer Militär und Politiker
- Stanko Subotić (* 1959), serbischer Geschäftsmann
- Stanko Svitlica (* 1976), serbischer Fußballspieler
- Stanko Todorow (1920–1996), bulgarischer Politiker
- Stanko Vraz (1810–1851), kroatischer Dichter
- Enrique Stanko Vráz (1860–1932), tschechischer Forschungsreisender
- Stanko Zečević (1994–2013), bosnisch-herzegowinischer Fußballspieler

### Familienname
- Caleb Stanko (* 1993), US-amerikanischer Fußballspieler
- Krystyna Stańko (* ≈1967), polnische Jazzmusikerin
- Steve Stanko (1917–1978), US-amerikanischer Gewichtheber und Bodybuilder
- Switlana Stanko (* 1976), ukrainische Marathonläuferin
- Tjaša Stanko (* 1997), slowenische Handballspielerin
- Tomasz Stańko (1942–2018), polnischer Jazzmusiker